# Richard von Seeckt

Richard von Seeckt

Richard August von Seeckt (* 4. November 1833 in Stralsund; † 15. März 1909 in Ulrichshöhe bei Reichenbach) war ein preußischer General der Infanterie.

## Leben

### Herkunft
Richard von Seeckt entstammte dem pommerschen Adelsgeschlecht von Seeckt. Er war der Sohn des preußischen Oberst Rudolf von Seeckt und dessen Ehefrau Emma Johanna, geborene Israel.

### Militärkarriere
Seeckt besuchte zunächst die Kadettenanstalten in Bensberg und Berlin. Anschließend trat er am 26. April 1851 als chargierter Portepeefähnrich in das 16. Infanterie-Regiment der Preußischen Armee ein und avancierte Mitte Dezember 1852 zum Sekondeleutnant.
Er war vom 27. Januar 1890 bis zum 23. Januar 1897 Kommandierender General des V. Armee-Korps, dessen Generalkommando in Posen stationiert war. Zuvor war er Kommandeur der 10. Division.
Richard von Seeckt starb 1909 im Alter von 75 Jahren und wurde auf dem Alten St.-Matthäus-Kirchhof in Schöneberg bei Berlin beigesetzt. Das Grab ist nicht erhalten geblieben.

### Ehrungen
17. März 1888 Hausorden der Wendischen Krone, Großkreuz mit der Krone in Gold (Mecklenburg-Strelitz).

### Familie
Er war seit 26. Oktober 1860 mit Auguste von Seeckt, der Tochter des Appellationsgerichtspräsidenten von Greifswald, verheiratet. Aus der Ehe gingen vier Kinder hervor:
- Charlotte Rudolfine Marie (* 1862) ⚭ Maximilian von Rothkirch und Trach (1857–1938), Landrat des Kreises Goldberg-Haynau
- Fritz (1863–1871)
- Hans (1866–1936), deutscher Generaloberst der Reichswehr
- Friedrich-Wilhelm (1874–1876)